# Pacmanvirus A23
Pacmanvirus A23 (лат.), также известный как Pacmanvirus — гигантский вирус, который морфологически и генетически близок к двум другим гигантским вирусам, Faustovirus и Kaumoebavirus, а также вирусам семейства Asfarviridae. Свое название эти вирусы получили за форму капсида, наблюдаемую при негативном окрашивании в электронный микроскоп: он похож на главного героя одноимённой видеоигры Pac-Man.
Вирус был обнаружен в 2017 году при совместной культивации амёб Acanthamoeba castellanii с различными образцами окружающей среды, взятыми из Алжира.
По состоянию на июль 2021 года вид Pacmanvirus A23 не зарегистрирован в базе данных Международного комитета по таксономии вирусов (ICTV).

## Описание
Капсид Pacmanvirus имеет икосаэдрическую, но слегка неправильную форму (которой и обязан своим названием) и достигает около 175 нм в размерах, причём внутренняя мембрана вируса повторяет геометрию капсида. Геном Pacmanvirus представлен двуцепочечной молекулой ДНК, состоящей из 395405 пар оснований (п. о.). GC-состав генома достигает около 33,6 %, что ниже, чем у родственных ему вирусов. Вероятнее всего, геномная ДНК имеет не кольцевую, а линейную форму. В геноме Pacmanvirus полностью отсутствуют большие повторы или инвертированные участки. В геноме был обнаружен один ген тРНК — ген изолейциновой тРНК, хотя родственные вирусы не содержат генов тРНК. Согласно данным биоинформатического анализа, геном Pacmanvirus содержит 465 предсказанных генов. 135 из них родственны генам других вирусов, 45 — генам эукариот, 41 — генам прокариот (38 генам бактерий и 3 генам архей). По данным анализа репертуара генов ближайшим родственником Pacmanvirus является гигантский вирус Faustovirus: они имеют 84 общих гена. С Kaumoebavirus Pacmanvirus роднят 9 генов, 11 генов — с гигантскими вирусами рода Marseillevirus, 9 генов — с мимивирусами и лишь 2 с вирусами семейства Asfarviridae. 3 гена похожи на гены Acanthamoeba castellanii, а 4 — на гены слизевика Dictyostelium. 244 генов не имеют известных гомологов, и только лишь 155 генов имеют функциональную аннотацию.

## Жизненный цикл
По сравнению с мимивирусом Pacmanvirus размножается в клетках амёбы Acanthamoeba castellanii чрезвычайно быстро. Первые повреждённые клетки начинают появляться через 6 часов после заражения, а ещё через два часа происходит полный лизис клеток амёбы. Уже спустя 15 минут после контакта вируса и амёбы вирусные частицы выявляются в фагоцитозных вакуолях, а потом и в цитоплазме клетки, причём открытия капсида не наблюдается. Скорее всего, в цитоплазме вирусы взаимодействуют с митохондриями, но слияния мембран не происходит. Выход ДНК из капсидов пронаблюдать не удалось, хотя в цитоплазме выявлялись пустые капсиды. Через 3 часа после заражения в клетках амёб появляются хорошо оформленные вирусные фабрики, однако новосформированные вирионы становятся различимы только через 4 часа после заражения. Через 6 часов клетка амёбы становится заполнена вирусными частицами, которые иногда даже формируют скопления правильной геометрической формы во всей клетке или некоторых её частях на периферии вирусной фабрики. Наконец, через 8 часов после проникновения вируса в клетку наступает лизис последней.

## Филогения и родственные связи
Согласно филогенетическому дереву, построенному на основании последовательности генов семейства ДНК-полимеразы B, Pacmanvirus, Kaumoebavirus, Faustovirus и Asfarviridae формируют монофилетическую кладу. По-видимому, эти вирусы имели общего предка. По архитектуре капсида Faustovirus наиболее близок к Pacmanvirus.